# Heteroclinus perspicillatus
Heteroclinus perspicillatus är en fiskart som först beskrevs av Valenciennes, 1836.  Heteroclinus perspicillatus ingår i släktet Heteroclinus och familjen Clinidae. Inga underarter finns listade i Catalogue of Life.